# Savages (roman)
Pour les articles homonymes, voir Savages.
Savages (titre original : Savages) est un roman policier de Don Winslow publié en 2010 aux États-Unis puis traduit en français et publié en 2011.

## Résumé
Chon et Ben, sont deux amis qui cultivent de la marijuana à Long Beach. Ben est un pacifiste très calé en botanique, alors que Chon est un ancien soldat assez violent revenant d'Afghanistan. Alors que Ben est en Afrique pour faire de l'humanitaire, Chon est approché par un cartel de la drogue mexicain, qui souhaite acheter toute leur production d'herbe, la meilleure en THC du pays. Lorsque Ben rentre au pays, Chon lui expose la situation, ils décident de refuser l'offre. Mais le cartel ne l'entend pas ainsi et capture Ophelia, leur petite amie commune... 

## Éditions
- Savages, Simon & Schuster, 13 juillet 2010, 302 p.  (ISBN 978-1439183366)
- Savages, Le Masque, 23 mars 2011, trad. Freddy Michalski, 320 p.  (ISBN 978-2702435175)
- Savages, Le Livre de poche, coll. « Policier » no 32693, 13 novembre 2011, trad. Freddy Michalski, 399 p.  (ISBN 978-2253162421)

## Adaptation
- Le roman a été adapté en 2012 dans un film dirigé par Oliver Stone et titré Savages.